# Habitatges del carrer Santa Maria, 53-55 (Sant Feliu de Llobregat)
Els Habitatges del carrer Santa Maria, 53-55 és una obra de Sant Feliu de Llobregat (Baix Llobregat) protegida com a Bé Cultural d'Interès Local.

## Descripció
Conjunt de dos habitatges situats al carrer de Santa Maria. Es tracta de dues construccions de planta rectangular, amb la típica parcel·la estreta i allargada. Destaquen els elements ornamentals de les seves façanes, sobretot ambdós coronaments, d'estil noucentista. Es tracta de dos frontons amb el perfil mixtilini i motllurat, amb diferents elements decoratius en relleu, tals com volutes, medallons o pilastres. Els elements ornamentals de les façanes es troben en cornises, guardapols, mènsules i ràfec, aquest a mode de decoració en daus.